# Conceição de Macabu
Conceição de Macabu est une ville de l'État de Rio de Janeiro au Brésil. La ville comptait 26 623 habitants en 2010 et sa superficie est de 348,327 km2.

## Maires
| Période | Période | Identité                                | Étiquette | Qualité |
| ------- | ------- | --------------------------------------- | --------- | ------- |
| 2009    | 2012    | Lídia Mercedes « Têdi » Oliveira Soares | PT        |         |